# Genocídio Selk'nam

O Genocídio de Selk'nam foi o massacre ocorrido entre a segunda metade do século XIX e o início do século XX, contra os indígenas da etnia Selk’nam - também conhecidos como Onas - habitantes primitivos que juntamente com outras tribos povoavam a Ilha Grande da Terra do Fogo. O conflito gerado pelos colonizadores que vieram em busca de exploração comercial proporcionou um morticínio deplorável destes povos originários e os sobreviventes foram confinados em 1890, na Ilha Dawson, onde sacerdotes salesianos fundaram uma missão que sobreviveu por um período de 20 anos, quando então encerrou suas atividades deixando para trás um cemitério abandonado e suas cruzes como testemunhas.
Em um curto período de tempo, entre dez a quinze anos, os selk’nam viram sua população estimada em três mil índios reduzir para aproximadamente 500.

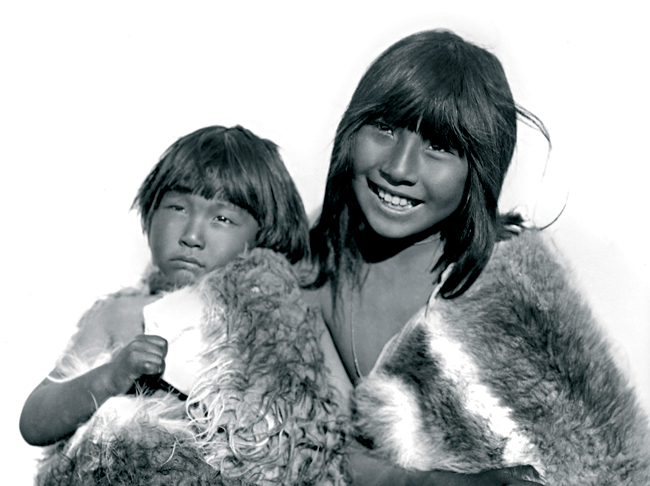
Meninos Selknam; fotografia de 1898 do livro Genocidio Selknam.

## Contexto Histórico
Os Selk'nam eram uma das três tribos indígenas que habitaram a parte nordeste da Grande Ilha, com uma população estimada entre 3000 e 4000. . Eles eram conhecidos, pelos povos Yámana, como Onas (habitantes do norte).  .  Eram pessoas nômades que viviam da caça, principalmente do guanaco e também de coleta, assim como a maioria dos povos que habitavam as Ilha Grande da Terra do Fogo.
Considerada como a última genuína Selk’nam, Ángela Loij, morreu em 1974.  Eles foram um dos últimos grupos ameríndios a serem alcançados pelos europeus. De acordo com o Atlas das línguas mundiais em perigo (Organização das Nações Unidas para a Educação, a Ciência e a Cultura (UNESCO) de 2010, a língua ona, que se acredita ser parte da família Chonan, é considerada extinta, assim como as últimas pessoas que a conheciam e a falavam e que morreram na década de 1980.
Os Selk’nam viveram durante milhares de anos uma vida seminômade na Ilha Grande da Terra do Fogo. Eles moravam a nordeste, com o povo de Haush a leste na Península de Mitre, e o povo Yaghan a oeste e ao sul, na parte central da ilha principal e em todas as ilhas do sul do arquipélago.
Possivelmente, cerca de 4.000 Selk'nam estavam vivos em meados do século XIX; e em 1930 eles foram reduzidos para cerca de 100. Existem dificuldades de estimar corretamente a população dos Selk’nam e dos outros grupos étnicos, pois, não havia estudos demográficos antes do processo de colonização. 

## Genocídio
Na esteira do processo de desenvolvimento, o Chile e a Argentina estimularam a ocupação e exploração das terras mais ao sul do continente, incentivando e promovendo a indústria da pecuária que procurou se estabelecer nestas terras. Fazendeiros, criadores de ovelhas, mineradores e garimpeiros de ouro da Argentina, do Chile, do Reino Unido e dos Estados Unidos entraram na região e foram acompanhados por aventureiros de toda sorte, como também de outros candidatos a fazerem fortunas. A chegada destes novos elementos proporcionou um conflito de dimensão bélica, porém desigual tendo de um lado estes novos colonizadores e do outro lado, os Selk’nam.
A ocupação dos territórios desencadeou represálias pelos Selk’nam, que procuraram se defender e vingar de atos praticados contra eles, como mortes, estupros e maus-tratos. 
Um estado de permanente animosidade para com os estancieiros manifestava-se através do rompimento de cercas, de casas queimadas, do saque aos animais e de ataque a estes novos colonizadores.
Apesar das reações dos Selk’nam, o ambiente de guerra era-lhe desfavorável devido principalmente à diferença de armamento de que estes dispunham em relação aos seus opositores. Basicamente os nativos dispunham quase que exclusivamente de arco e flechas enquanto seus adversários possuíam armas de fogo de repetição e este fator foi decisivo quando da fraca resistência apresentada por parte dos nativos. Esta disparidade bélica foi também elemento impeditivo para que os Selk’nam permanecessem em seus territórios, além de ser, ainda, uma das causas de seu desaparecimento como povo estabelecido.
Os nativos foram embriagados, deportados e exterminados e até mesmo recompensas foram oferecidas aos caçadores mais implacáveis. Os grandes fazendeiros e empreendedores começaram uma campanha de extermínio contra os Selk’nam sob os olhares desatentos, omissos e até mesmo participativo dos governos argentino e chileno.
As grandes empresas pagaram aos criadores de ovelhas ou milícias uma recompensa por cada morte dos Selk’nam, o que era confirmado mediante a apresentação de um par de mãos ou orelhas, e posteriormente passaram a exigir como prova da morte, a demonstração de um crânio completo. Acredita-se que os caçadores recebiam mais pela morte de uma mulher do que de um homem. Além disso, a intervenção dos missionários acarretou a destruição de sua cultura, de seus meios de subsistência, de seus modos de vida e ainda introduziu epidemias mortais.
A repressão contra os Selk’nam persistiu até o início do século XX, quando então o governo chileno cedeu a Ilha Dawson para que missionários salesianos os ajudassem e tentassem assimilá-los e integrá-los, porém a maioria desta população, assim como a sua cultura já haviam sido devastada em quase sua totalidade.

## Caçadores de Índios
Muitos foram os mercenários que se dispuseram a caçar os índios em busca de recompensas financeiras e prestígio. Dentre eles podemos destacar: Julio Popper, Ramón Lista, Alexander McLennan "Mister Bond", Alexander A. Cameron, Samuel Hyslop, John McRae e Montt E. Wales.

#### Julio Popper

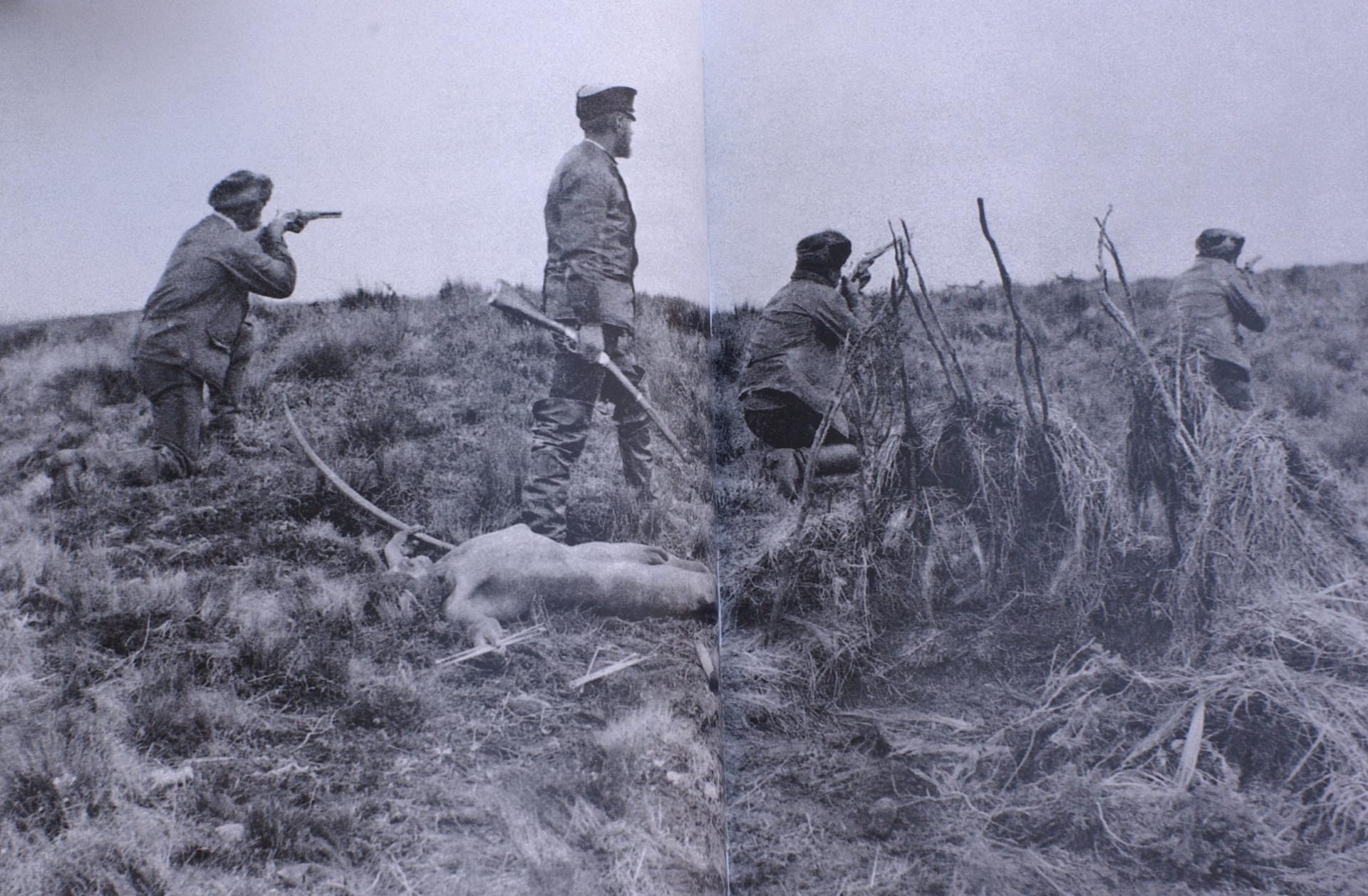
Julio Popper em uma de suas incursões. Aos seus pés jaz um ona morto. A foto pertence ao álbum que Popper deu ao presidente argentino Juárez Celman

Romeno naturalizado argentino, Julio Popper foi um dos líderes das muitas expedições que deram fim aos Selk’nam. Em várias oportunidades perseguiu, matou e roubou os pertences dos indígenas para formar sua própria coleção que era exibida em um álbum fotográfico, álbum este que continha uma sequência completa de um ataque realizado por ele e seus companheiros quando de uma incursão a San Sebastian. No dia 05 de março de 1887, Julio Popper apresentou no Instituto Geográfico de Buenos Aires, uma conferência sobre suas explorações e sobre os encontros que teve com os Selk’nam:

#### Ramon Lista
Contemporâneo de Popper, Ramon Lista também participou de expedições patrocinadas pelo governo argentino na Terra do Fogo. Ações implacáveis de seus soldados contra os nativos passariam para a história, como por exemplo, o assassinato cruel de quase três dezenas de índios em San Sebastian. 